# Mircea Eliade
Mircea Eliade (13. marts 1907 – 22. april 1986) var en rumænskfødt religionshistoriker uddannet fra universitetet i Bukarest. Han levede det meste af sit voksne liv i udlandet (bl.a. Indien, Frankrig og USA), hvor han viede sit liv til komparative studier af religioner.
Eliade adskilte sig især fra sine religionshistoriske forgængere ved en stadig insisteren på at forstå religionen på dens egne præmisser (religionen som sui generis – af sin egen art).
Eliade var en meget produktiv skribent, og blandt hans vigtigste udgivelser om religion er Myten om den evige genkomst (udgivet oprindeligt på fransk i 1949). 
Han døde i USA, hvortil han var flyttet i 1957.